# Yan Gamarnik
Yan Gamarnik (en russe : Яков Цудикович Гамарник, Iakov Tsoudikovitch Gamarnik), né le 2 juin 1894 (14 juin dans le calendrier grégorien) et décédé le 21 mai 1937 à Moscou, est un politicien soviétique. Il a été chef du département politique de l'Armée rouge de 1930 à 1937, commissaire adjoint à la défense de 1930 à 1934 et commissaire suprême du Biélorussie de 1928 à 1929.

## Biographie
Gamarnik est né à Jytomyr en Ukraine dans une famille juive. Il a étudié à l'Institut psychoneurologique de Saint-Pétersbourg et à la Faculté de droit de l'Université de Kiev. En 1917, il devient membre et secrétaire du comité de Kiev du Parti communiste de l'Union soviétique. De 1921 à 1923, Gamarnik a été président du conseil municipal de Kiev. Pendant son administration Kiev a été divisé en cinq districts. De décembre 1928 à octobre 1929, il est passé par de nombreux postes du Parti communiste communiste biélorusse, civils et militaires, y compris premier secrétaire du Parti.
Il a joué un rôle déterminant dans la préparation du plan de développement sur 10 ans pour la région extrême-orientale de l'URSS. Il a été membre du Comité central élu par le 17e Congrès du Parti communiste de toute l'Union. Il assiste au Plénum du 23 février 1937.
Idéaliste, Gamarnik était un fervent partisan du maréchal Mikhaïl Toukhatchevski qui vise à faire de l'URSS une superpuissance militaire. En 1937, Gamarnik est accusé d'avoir participé à un complot antisoviétique trotskiste ; cependant, peu avant le procès, il avait été appelé par le gouvernement soviétique à être l'un des juges des accusés. Il a insisté sur l'innocence de Toukhatchevski et s'est ensuite suicidé avant d'être appréhendé pour cette position. Ce n’est qu'après qu'il a été ajouté à la liste des conspirateurs,.
Il a été réhabilité à titre posthume par le CC CPSU et Nikita Khrouchtchev en 1955.

### Source
- (en) Cet article est partiellement ou en totalité issu de l’article de Wikipédia en anglais intitulé « Yan Gamarnik » (voir la liste des auteurs).